# Per sempre mai
Per sempre mai è un singolo del rapper italiano Shade e della cantante italiana Federica Carta, pubblicato il 26 maggio 2023 come quarto estratto dal quarto album in studio di Shade Diversamente triste.

## Descrizione
Il brano segna la terza collaborazione tra i due artisti dopo Irraggiungibile (2017) e Senza farlo apposta (2019), con cui si presentarono al Festival di Sanremo. Il brano è stato scritto e composto da Shade assieme a Federica Abbate, Giacomo Roggia, Jacopo Èt e Raige, con la produzione di Enrico Brun e Jaro. I cantanti hanno raccontato la scelta di tornare a collaborare:
(Shade)
(Federica Carta)

## Accoglienza
Fabio Fiume di All Music Italia, il quale assegna al brano un punteggio di 6 su 10, scrivendo che il pezzo risulti «orecchiabile» ma «non regala ad entrambi gli artisti nulla di nuovo» rispetto alle precedenti collaborazioni. Fiume apprezza le doti vocali di Carta, trovandola  «a suo agio in pezzi che hanno una vena malinconica» anche se nel brano risulti «un po' troppo sparata sull'inciso».
Alessandro Alicanti di TV Sorrisi e Canzoni sottolinea che le sonorità «techno-pop di inizio anni 2000» non abbiano «niente a che vedere con l’estate nei temi e nei suoni». Alicanti, apprezza «la commistione perfetta dei testi geniali di Shade e la voce eccezionale e struggente di Federica» che genera «un brano scatenato con una potenza emotiva inaspettata».

## Video musicale
Il video, diretto da Federico Santaiti, è stato reso disponibile in concomitanza del lancio del singolo attraverso il canale YouTube di Shade.

## Tracce
Testi di Vito Ventura, Federica Abbate, Giacomo Roggia, Jacopo Èttorre e Alex Andrea Vella, musiche di Enrico Brun, Jaro.
1. Per sempre mai – 2:54